# ريس هيوز
ريس هيوز (بالإنجليزية: Rhys Hughes)‏ هو كاتب خيال علمي بريطاني، ولد في 24 سبتمبر 1966 في كارديف في المملكة المتحدة.